# Scott Connor
Christopher "Scott" Connor (né le 14 juillet 1960) est un batteur, percussionniste et chanteur professionnel.
Spécialisé dans la batterie et les percussions, Connor réside dans le sud de la Californie. Ses spécialités sont le rock, le rock contemporain et le rock progressif. Il est un vétéran de la scène des clubs de musique de Los Angeles et a tourné aux États-Unis ainsi qu'en Europe avec le super groupe Yoso (avec Billy Sherwood, Bobby Kimball et Tony Kaye ).  En 2013, Connor joue de la batterie sur l'album de l'acteur William Shatner, Ponder the Mystery.  Il est actuellement membre de CIRCA : avec Sherwood, Kaye et Ricky Tierney. 